# María Josefa Patricia Muñoz y Jarabeitia
María Josefa Patricia Muñoz y Jarabeitia (Bilbao, 17 de marzo de 1777 - París, 13 de marzo de 1840) fue una benefactora bilbaína.
Fue una benefactora que dejó todos sus bienes a la Santa Casa de Misericordia y el Santo Hospital Civil de Bilbao. Fue esposa de Mr. Pierre Etienne. Era hija de
Manuel Muñoz y de Manuela de Jarabeitia, nieta ésta por línea materna, de Domingo Ignacio de Jarabeitia y Urzá (caballero de Santiago, perteneciente a los Jarabeitia, una de
las familias de hidalguía de Vizcaya). 
En su honor, una calle del Casco Viejo de Bilbao lleva su nombre, María Muñoz. Fue la primera calle bilbaína en honor a una mujer.